# Marco Gallarino
Marco Gallarino (Milano, 7 aprile 1975) è un filosofo e storico della filosofia italiano.

## Biografia
Marco Gallarino si è laureato in filosofia sotto la guida della medievista Mariateresa Fumagalli Beonio Brocchieri, con una tesi di storia della filosofia medievale sulla presenza delle dottrine riconducibili al Liber de causis nelle opere di Dante Alighieri.
Dopo essere stato per due anni accademici borsista dell'Istituto italiano per gli studi storici di Napoli, conducendo studi sulle dottrine metafisiche e politiche di Dante, ha conseguito il dottorato di ricerca in Filosofia presso l'Università degli Studi di Milano, sempre sotto la guida di Mariateresa Fumagalli Beonio Brocchieri e occupandosi di temi connessi con il pensiero filosofico e metafisico di Dante. Ha conseguito nel 2004 il Premio di laurea Arrigo Pacchi, bandito dall’Università degli Studi di Milano e rivolto a lavori di tesi di ambito storico-filosofico. Oltre ad essere stato professore a contratto presso l'Università degli Studi di Milano ed essere dal 2004 cultore della materia di storia della filosofia medievale per il Dipartimento di Filosofia del medesimo ateneo, lavora come docente di materie letterarie e di filosofia e storia nei licei italiani.
Ha pubblicato diversi studi sul pensiero filosofico dantesco. Nei suoi diversi saggi di carattere scientifico sull'argomento, ha perseguito l'intento di analizzare la struttura e i presupposti del pensiero cosmologico, cosmogonico e metafisico di Dante, sforzandosi di mostrare l'unità e la coerenza della filosofia dantesca, pur nell'evolvere della sensibilità spirituale del poeta fiorentino, e riconoscendo nella volontà di esprimere un alto e coerente contenuto veritativo di carattere teologico e metafisico il fondamento stesso dell'unitarietà del messaggio dantesco. In tal modo, ha spesso contestato alcune letture del pensiero dantesco che mirassero a negare l'unità dottrinale, teologica e metafisica delle opere di Dante. Con ciò ha posto particolare attenzione al costante carattere spirituale e veritativo di quasi tutta l'opera dantesca. Oltre agli studi danteschi, conduce ricerche nel campo della spiritualità e della storia dell'esoterismo e in tale ambito d'indagine ha tenuto diversi interventi in seminari e lezioni pubbliche. Ha pubblicato anche articoli di carattere divulgativo.
Membro della Società Italiana per lo Studio del Pensiero Medievale, del Consiglio Internazionale dei Musei, della Società Dantesca Italiana e della Società Filosofica Italiana, nel 2023 è stato insignito dell'onorificenza di Cavaliere dell'Ordine al merito della Repubblica Italiana.

## Opere
- Metafisica e cosmologia in Dante. Il tema della rovina angelica, Bologna, Il Mulino, 2013. ISBN 978-88-15-24504-5